# Lancer franc

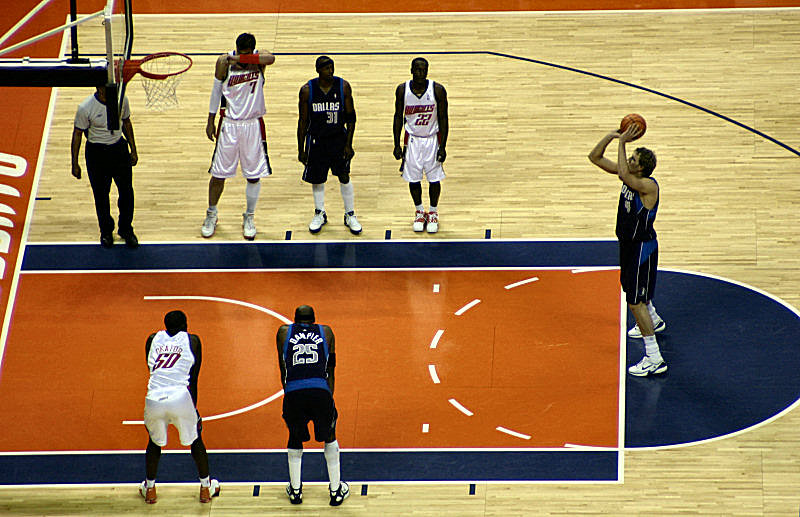
Dirk Nowitzki arme un lancer franc.

Au basket-ball, un lancer franc est une pénalité accordée à un joueur victime d'une faute au moment où il tirait.

## Déroulement
Lorsque la faute est sifflée par l'arbitre, le jeu est alors arrêté, et le joueur victime de la faute se place derrière la ligne de lancer franc, située à 4,6 mètres du panier adverse (soit 5,8 mètres de la ligne de fond de terrain). Il a alors deux occasions successives de marquer un point en tirant sans mordre la ligne. Les règles officielles n'interdisent pas pour autant au tireur de décoller les pieds du sol pendant son tir.
Si la faute qui a amené les lancers francs a été commise lors d'un tir à trois points, le joueur dispose de trois lancers francs et non de deux. Si, lors de la faute, le tir était réussi, ce dernier est accordé et le joueur n'a alors droit qu'à un lancer franc supplémentaire (s'il le met, on parle alors d'action « à trois points » si le tir était un panier à deux points et d'une action « à quatre points » si le tir était un panier à trois points).
Lors de la séance de lancers francs, cinq joueurs (généralement ce sont les plus grands et ceux qui sautent le plus haut) en plus du tireur se placent à un endroit précis de part et d'autre de la raquette. Les quatre joueurs restants doivent se trouver derrière la ligne à trois points au moment des lancers francs. Les autres, dont le tireur, se disputent le rebond éventuel du dernier lancer franc de la série et le jeu reprend. Le tireur doit attendre que le ballon touche le panier pour passer la ligne de lancer franc, tandis que les 5 autres peuvent pénétrer la raquette dès que la balle quitte les mains du tireur. Si le dernier lancer franc est marqué, l'équipe qui défendait doit alors remettre le ballon en jeu depuis la ligne de fond.
Lors des lancers, l'arbitre lève les deux bras, paumes ouvertes, s'il en reste plusieurs à tirer. Pour le dernier tir, il lève l'index d'un bras, signalant ainsi que le rebond peut être disputé.

### Autres règles
De 1976 à 1984, la sanction pour une faute sur un tir est de trois lancers-francs à partir de la 10e faute d'équipe (puis la 8e à partir de 1980), le troisième lancer n'étant accordé qu'en cas d'échec à l'un des deux premiers. Cette règle est abandonnée en 1984, année où est instauré le panier à trois points. Cette même année la pénalité est abaissée à la 7e faute d'équipe mais prend la forme du « 1+1 » : le second lancer-franc est tenté seulement si le premier est réussi, sinon le jeu se poursuit sur le rebond.
Avant la saison 2015-2016, la NCAA féminine adopte la pénalité de deux lancers-francs après la cinquième faute d’équipe dans chaque période et abandonne aussi la règle du « 1+1 ».
Lors de la saison 2019-2020, la G-League teste le lancer franc unique valant selon les cas un, deux ou trois points selon la situation de tir.

### Technique du lancer franc

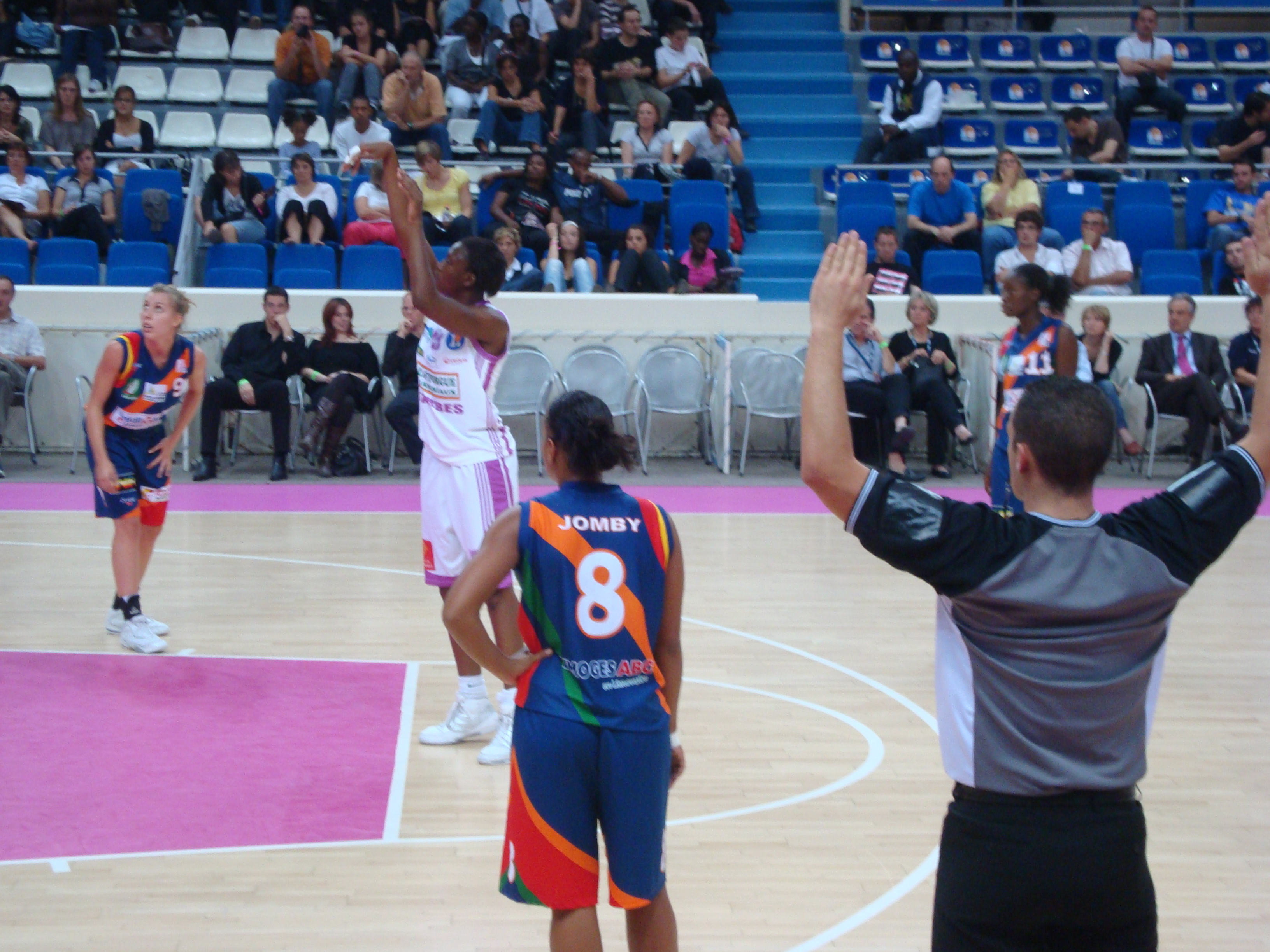
Fatimatou Sacko tire son premier lancer franc.

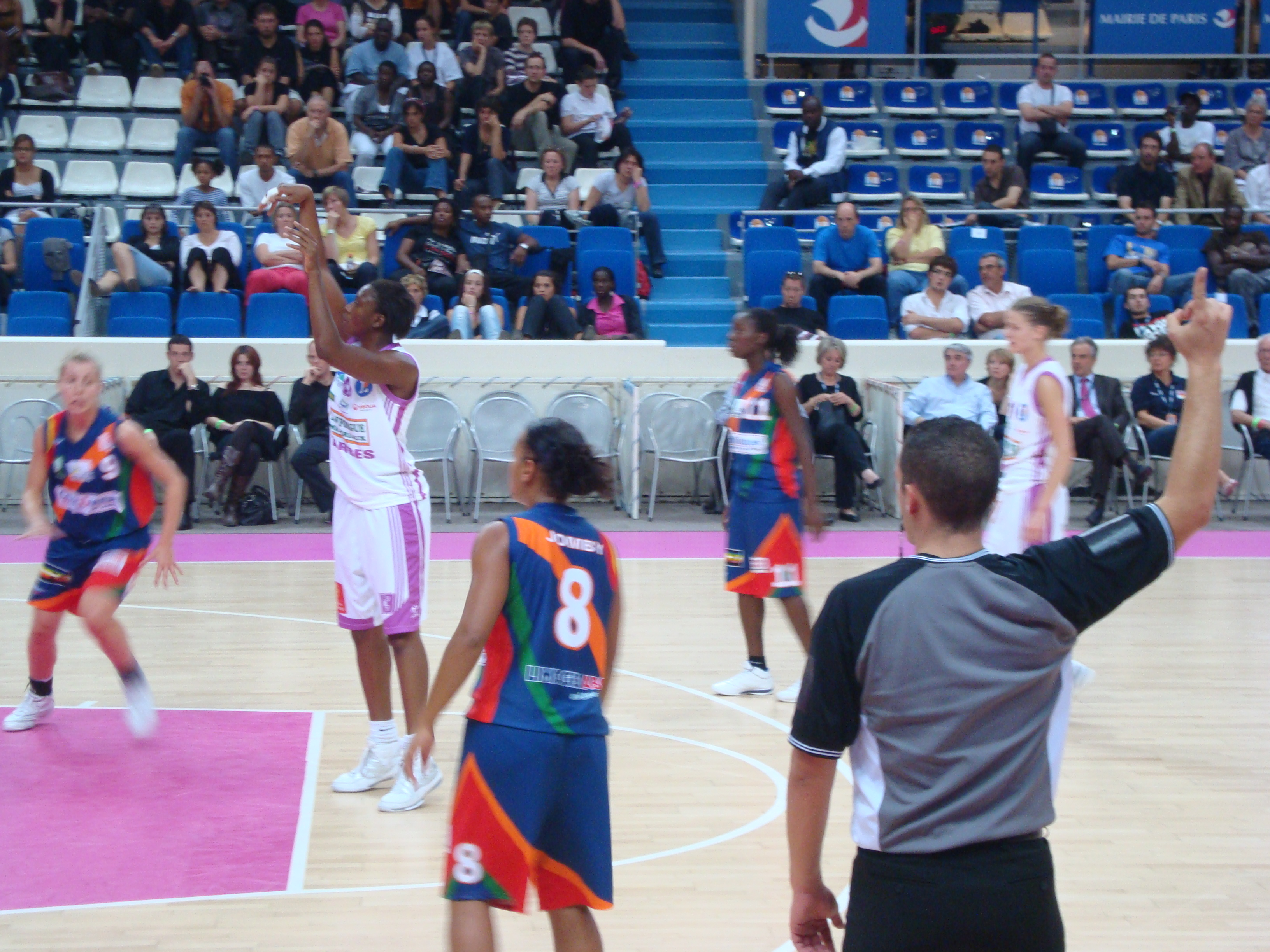
Fatimatou Sacko tire son second lancer franc (voir la main de l'arbitre).

Il est recommandé de placer le pied du côté du tir quelques centimètres en avant de l'autre, de faire rebondir le ballon à quelques reprises. Pour armer le tir, on place les mains, doigts écartés, sur le ballon. Fléchir les jambes. Le poignet de la main du tir est cassé à angle droit derrière la balle et au-dessus du genou. En inspirant, on arme le tir en amenant le ballon au-dessus du coude tireur, en montant celui-ci dans l’axe du genou tireur : les talons restent au contact du sol. Viser le centre du panier. Les doigts sont écartés et le ballon ne repose pas sur la paume de la main forte, il est sur le bout des doigts. On réalise le tir en expirant, le fouetté accompagne le ballon jusqu’au bout des doigts et en cherchant à se grandir. Maintenir la visée tant que le ballon n’a pas atteint sa cible: finition poignet de tir cassé, index et ou majeur orienté(s) vers l’axe central et le sol.
Il existe plusieurs styles de tirs, aucun n'étant le plus efficace et plusieurs joueurs ont des manies: Michael Jordan langue tirée, mimique de Karl Malone.
Michael Jordan s'est également fait remarquer en marquant des Lancer francs les yeux fermés. Cette prouesse est possible grâce à la mémoire visuelle photographiant dans le cerveau l'image du panier. La position du lancer-franc étant par définition toujours au même endroit et dans un moment calme, cette situation permet un geste répétitif, quasi automatique et intuitif. Par défi, provocation et avec une pointe d'arrogance, il a osé exécuter ce geste lors d'un match officiel. Ce moment est resté célèbre dans sa carrière sous le nom de "Blind shot" (tir aveugle).
Aujourd'hui désuète, la technique de tir « à la cuillère » de Rick Barry était efficace. Joueur le plus adroit aux lancers francs dans les années 1970, il est encore, en 2023, le quatrième meilleur de l’histoire de la NBA dans cet exercice juste derrière Stephen Curry (90.87%), Steve Nash (90.43%) et Mark Price (90.39%) avec 89,98 % de réussite aux tirs,,.

## L'importance des lancers francs au basket-ball
Les lancers francs sont des gestes répétés extrêmement souvent par les joueurs à l'entraînement, au même titre que les double-pas. C'est en effet un nombre potentiel important de points à marquer à chaque match. Les meilleurs tireurs de lancers francs ont un taux de réussite en match proche de 90 %, mais certains joueurs éprouvent d'énormes difficultés à cet exercice et ont un taux inférieur à 50 %. Les intérieurs sont généralement moins doués dans cet exercice, même s'il y a beaucoup d'exceptions. En France, le meneur américain Robert Smith a connu un taux de réussite légendaire de 99 % durant la saison 1987-1988 avec Monaco. En NBA, Steve Nash détient, avec 90.43% de réussite, la meilleure moyenne en carrière. Il est cependant actuellement devancé par Stephen Curry, joueur toujours en activité, avec 90.87% de réussite.

### Hack-a-player
L'américain Shaquille O'Neal, dont les très grandes mains l'empêchent d'avoir un geste efficace pour tirer d'aussi loin, est représentatif de ces difficultés. Sa maladresse en début de carrière est telle qu'à la fin des années 1990, une tactique de défense est mise en place pour le stopper : le « Hack-a-Shaq », technique qui consiste à faire des fautes sur lui de manière systématique avant de lui permettre de dunker. Malgré son faible pourcentage (52 % en carrière à l'issue de la saison 2009-2010), O'Neal est un des joueurs ayant marqué le plus de lancers-francs dans l'histoire de la NBA. Proche de la fin de carrière, il améliore ses statistiques dans ce domaine en 2008-2009, expliquant cette progression à un retour à sa technique de lancer qu'il pratiquait au lycée.
L'entraîneur des Lakers Mike D'Antoni pratique la même tactique en novembre 2013 face à Dwight Howard, qui ne réussit que 5 lancers francs sur 16 avec plusieurs échecs dans le money time, permettant aux Lakers de s’imposer 99-98.
L'entraîneur des Spurs Gregg Popovich pratique aussi la même tactique en novembre 2013 face à DeAndre Jordan, notamment lors des play-offs 2015. Cette pratique est contestée car accusée de nuire au spectacle mais l'entraîneur des Spurs explique : « Il faut l’avouer, c’est tout de même très moche [...] Personnellement, je ne me sens pas mal à l’aise d’avoir utilisé cette stratégie. Si quelqu’un a une faiblesse, c’est à nous de savoir l’exploiter » et porte la même appréciation en février 2016 : « Vous voulez que j’arrête ? Apprenez alors à shooter des lancers. D’un côté, on déteste faire ça mais dans le même temps, il faut profiter des faiblesses de l’autre équipe. »
Partagé, le commissaire Adam Silver déclare : « J’ai fait des réunions avec certains des plus grands joueurs de l’histoire tels que Michael Jordan ou Larry Bird qui disent que les joueurs devraient apprendre à rentrer leur lancers-francs et que cela fait partie du jeu. Dans le même temps, ça n’en fait pas un grand spectacle télévisuel, et je suis donc partagé ». En mai 2015, les general managers examinent cette question. Il leur est révélé que 76 % des fautes intentionnelles de la saison régulière et des playoffs 2015 confondus sont concentrées sur seulement cinq joueurs (Dwight Howard, Josh Smith, Andre Drummond, Joey Dorsey et DeAndre Jordan), ce dernier concentrant moitié de ces fautes intentionnelles. Faute de consensus, la règle n'est pas modifiée.

### En fin de match

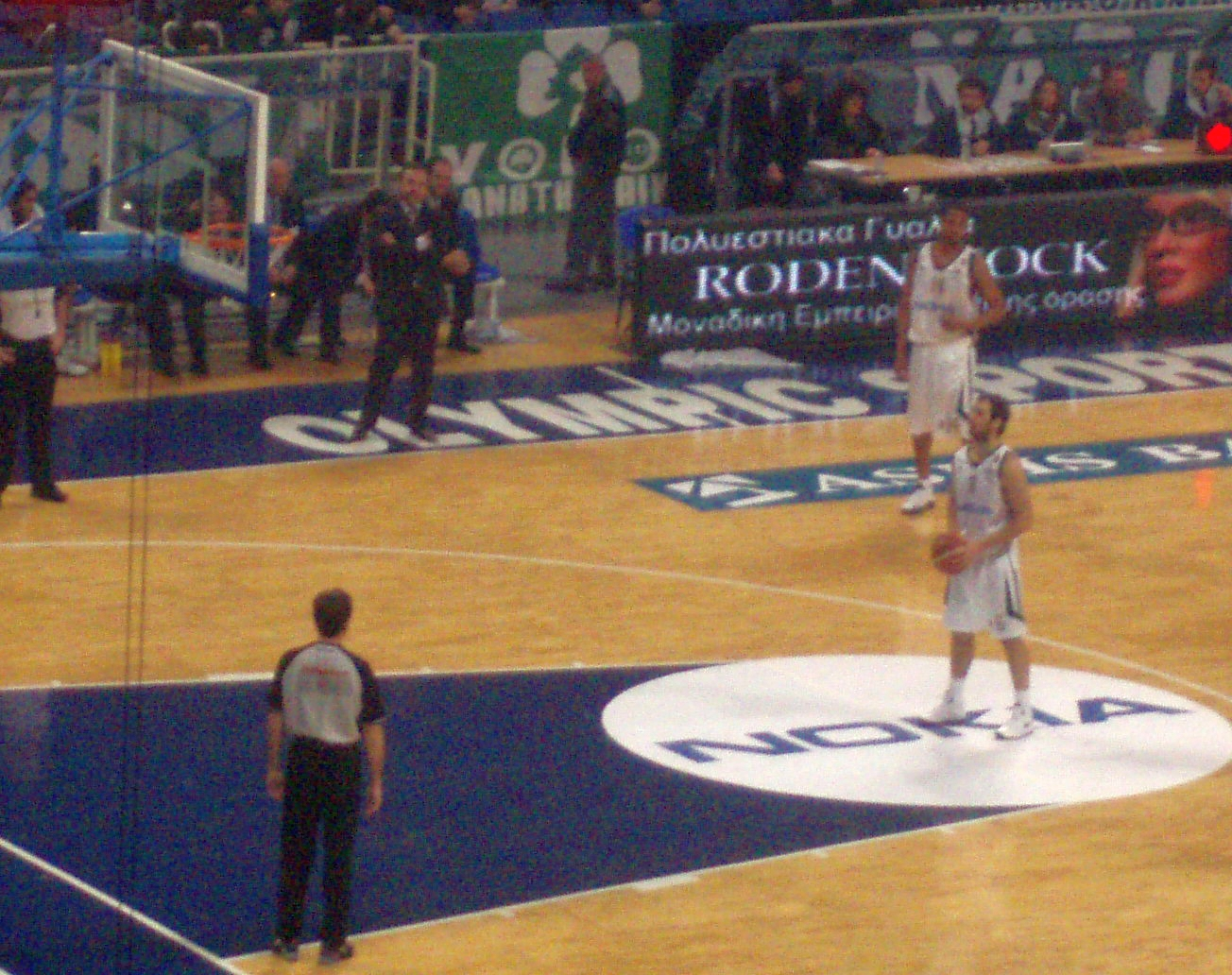
Vasilis Spanoulis prépare un tir sans rebondeurs.

Une équipe peut aussi bénéficier de lancers francs lorsqu'un joueur adverse commet une faute personnelle alors que son équipe a déjà égalé ou dépassé son quota de fautes d'équipe (addition de toutes les fautes personnelles des joueurs de l'équipe au cours de la période) autorisé. Dans le basket-ball moderne, une stratégie courante en fin de match, lorsque le score est serré, est pour l'équipe en retard de commettre volontairement une faute sur le porteur de balle adverse le plus vite possible, afin de récupérer la balle plus vite et d'avoir plus de temps pour revenir en score. Cette stratégie peut s'avérer payante si le joueur sur qui la faute est commise rate ses lancers francs.
En cas de faute flagrante, les lancers francs accordés le sont sans joueur au rebond, car la balle est redonnée à l'équipe du tireur.

## Records sur une rencontre
Le record de nombre de lancers francs réussis dans un match NBA est de 28 :
- par Wilt Chamberlain des Warriors de Philadelphie (contre les Knicks de New York) le 2 mars 1962[19]
- par Adrian Dantley du Jazz de l'Utah (contre les Rockets de Houston) le 4 janvier 1984[20]

Le record de nombre de lancers francs tentés dans un match de NBA est de 39 :
- par Shaquille O'Neal des Lakers de Los Angeles (en finale NBA, contre les Pacers de l'Indiana) le 9 juin 2000[21]
- par Dwight Howard du Magic d'Orlando (contre les Warriors de Golden State) le 12 janvier 2012[22].

En WNBA, Elena Delle Donne réussit 19 lancers-francs sans échec le 23 juin 2015 face au Dream d'Atlanta, surpassant le précédent record de 17 détenu par Angel McCoughtry

## Records sur une saison

### NBA
Sur les saisons avec plus de 400 tentatives, la meilleure adresse est enregistrée par Predrag Stojaković avec 92,7 % de réussite (394/425) en 2003-2004, suivi par Rick Barry avec 92,4 % (378/409) en 1977-1978, puis Reggie Miller avec 91,9 % (373/406) en 1999-2000 et 91,8 %  (551/600) en 1990-1991.

### WNBA
Becky Hammon (89,7 % en carrière) a une réussite supérieure à 95 % quatre fois dans sa carrière, avec moins de 100 lancers par an chaque saison. Lors de sa dernière saison, en 2014, elle réussit une saison parfaite avec 35 lancers francs tentés et tous réussis. En 2014, Danielle Robinson culmine à 94,1 % (96/102) pour le taux de réussite avec plus de 100 tentatives.
Elena Delle Donne est, en 2015, la première joueuse en passe de réussir une saison à plus de 95 % de réussite avec plus de 100 tentatives. Elena Delle Donne (en 2017)  et DeWanna Bonner (en 2015) détiennent conjointement le nombre de lancers francs réussis consécutivement avec 59 unités, alors qu'Eva Němcová atteint 66 mais à cheval sur les saisons 1999 et 2000 .